# High Impact Games
 (mars 2020).
Si vous disposez d'ouvrages ou d'articles de référence ou si vous connaissez des sites web de qualité traitant du thème abordé ici, merci de compléter l'article en donnant les références utiles à sa vérifiabilité et en les liant à la section « Notes et références ».
High Impact Games est un studio américain de développement de jeux vidéo basé à Los Angeles en Californie, fondé en 2003 par d'anciens membres des studios Insomniac Games (dont le fondateur Roberto Rodriguez) et Naughty Dog. En 2008, le studio comptait environ 45 employés. Le studio a fermé en 2012.

## Historique
En 2007, High Impact Games sort Ratchet and Clank : La taille, ça compte sur PlayStation Portable, puis se charge du portage du jeu sur PlayStation 2 l'année suivante. En 2008, Secret Agent Clank sort sur PlayStation Portable.
Le 18 novembre 2009, le studio sort son troisième jeu, Jak and Daxter: The Lost Frontier simultanément sur PlayStation Portable et PlayStation 2. Le jeu est basé sur la franchise Jak and Daxter, originellement développée par Naughty Dog.
Le studio ferme en 2013[réf. nécessaire].

## Jeux développés
| Titres                                              | Année | Plates-formes                              |
| --------------------------------------------------- | ----- | ------------------------------------------ |
| Ratchet and Clank : La taille, ça compte            | 2007  | PlayStation Portable, PlayStation 2        |
| Secret Agent Clank                                  | 2008  | PlayStation Portable                       |
| Jak and Daxter: The Lost Frontier                   | 2009  | PlayStation Portable, PlayStation 2        |
| Crash Team Racing 2010                              | -     | annulé                                     |
| Phinéas et Ferb : Voyage dans la deuxième dimension | 2011  | PlayStation 3, Wii                         |
| Call of Duty: Modern Warfare 3                      | 2011  | Wii (assistance)                           |
| DreamWorks Super Star Kartz                         | 2011  | PlayStation 3, Wii, Xbox 360, Nintendo 3DS |
| Super Ninja                                         | 2012  | iOS                                        |
| GOGO Fishing                                        | 2012  | iOS                                        |
| Disney Princesses : Mon royaume enchanté            | 2012  | Wii, Nintendo 3DS, PC, Mac                 |